# Kris King
Kristopher „Kris“ King (* 18. Februar 1966 in Bracebridge, Ontario) ist ein ehemaliger kanadischer Eishockeyspieler, der im Verlauf seiner aktiven Karriere zwischen 1983 und 2000 unter anderem 916 Spiele für die Detroit Red Wings, New York Rangers, Winnipeg Jets, Phoenix Coyotes, Toronto Maple Leafs und Chicago Blackhawks in der National Hockey League auf der Position des linken Flügelstürmers bestritten hat. Im Jahr 1996 erhielt King die King Clancy Memorial Trophy.

## Karriere
King spielte während seiner Juniorenzeit zwischen 1983 und 1987 in der Ontario Hockey League für die Peterborough Petes. Die Washington Capitals aus der National Hockey League wählten ihn im NHL Entry Draft 1984 in der vierten Runde als 80. aus. Er blieb noch einige Zeit in Peterborough und spielte auch sieben Spiele in der American Hockey League für die Binghamton Whalers. Zu einem Vertragsabschluss mit den Capitals kam es jedoch nie.
1987 unterzeichnete er als Free Agent bei den Detroit Red Wings. In der Saison 1987/88 spielte er meist im AHL-Farmteam bei den Adirondack Red Wings und kam nur zu drei Einsätzen in der NHL. Im Jahr darauf schaffte er den Durchbruch in der NHL. Man schätzte vor allem seine robuste und körperbetonte Spielweise. Dafür holten ihn zur Saison 1989/90 die New York Rangers. Dort verbrachte er seine besten dreieinhalb Jahre, bevor man ihn gemeinsam mit Tie Domi für Eddie Olczyk an die Winnipeg Jets transferierte. Mit dem Team zog er 1996 nach Phoenix um, nachdem er im gleichen Sommer die King Clancy Memorial Trophy für seine Führungsqualitäten und soziales Engagement auf und abseits der Eisfläche.
Zur Saison 1997/98 heuerte er bei den Toronto Maple Leafs an. In seiner dritten Saison dort musste er oft jüngeren Spielern Platz machen. In der Saison 2000/01 versuchte er es noch einmal bei den Chicago Blackhawks. Doch auch hier brachte er es nur noch auf 13 Einsätze, bevor er seine Karriere beendete.

## Erfolge und Auszeichnungen
- 1996 King Clancy Memorial Trophy

## Karrierestatistik
(Legende zur Spielerstatistik: Sp oder GP = absolvierte Spiele; T oder G = erzielte Tore; V oder A = erzielte Assists; Pkt oder Pts = erzielte Scorerpunkte; SM oder PIM = erhaltene Strafminuten; +/− = Plus/Minus-Bilanz; PP = erzielte Überzahltore; SH = erzielte Unterzahltore; GW = erzielte Siegtore; 1 Play-downs/Relegation; Kursiv: Statistik nicht vollständig)